# خواب‌زده‌ها
خواب‌زده‌ها فیلمی به کارگردانی فریدون جیرانی و نویسندگی رحمان سیفی آزاد و تهیه‌کنندگی رحمان سیفی آزاد ساخته سال ۱۳۹۲ است.خواب‌زده‌ها در سی و دومین دوره جشنواره بین‌المللی فیلم فجر حضور داشت و توانست در بخش بهترین نقش مکمل مرد، نامزد دریافت سیمرغ بلورین شود. جیرانی در این فیلم همچنان نگاه اخلاقی و اجتماعی خود را دنبال می‌کند.

## خلاصه داستان
مادر فیروز به خواب همه دوستان، آشنایان و کارمندان او می‌رود و از همین طریق هشدار می‌دهد که فقط بیست و چهار ساعت بیشتر فرصت ندارد تا رضایت ناز گل مشرقی دختر خدمتکارش را بدست آورد و در غیر این صورت خواهد مرد. فیروز ناز گل را پیدا می‌کند اما راضی کردن او کار دشواری است…

## بازیگران
| بازیگر          | نقش               |
| --------------- | ----------------- |
| فرهاد اصلانی    | فیروز             |
| اکبر عبدی       | مادر، خاله        |
| ساره بیات       | نازگل مشرقی       |
| صابر ابر        | هومن              |
| شقایق فراهانی   | آذر دهقان (پیشی)  |
| ملیکا شریفی‌نیا  | نگین              |
| رؤیا میرعلمی    | خانم سالاری       |
| خسرو شهراز      | صاحب عطر فروشی    |
| غلامحسین تسعیری | همکار فیروز       |
| پروین ملکی      | اختر              |
| شهربانو موسوی   | صاحب‌خانه نازگل    |
| فرامرز روشنایی  | دربان کارخانه     |
| علی‌اصغر طبسی    | کارمند کارخانه    |
| اردشیر کاظمی    | همسایه مزاحم پیشی |
| میثم رستگاری    | آبدارچی کارخانه   |

## جوایز و نامزدی‌ها
| بخش                        | نامزد     | نتیجه | جایزه        |
| -------------------------- | --------- | ----- | ------------ |
| بهترین بازیگر نقش مکمل مرد | اکبر عبدی | نامزد | سیمرغ بلورین |